# Kloster Lippoldsberg

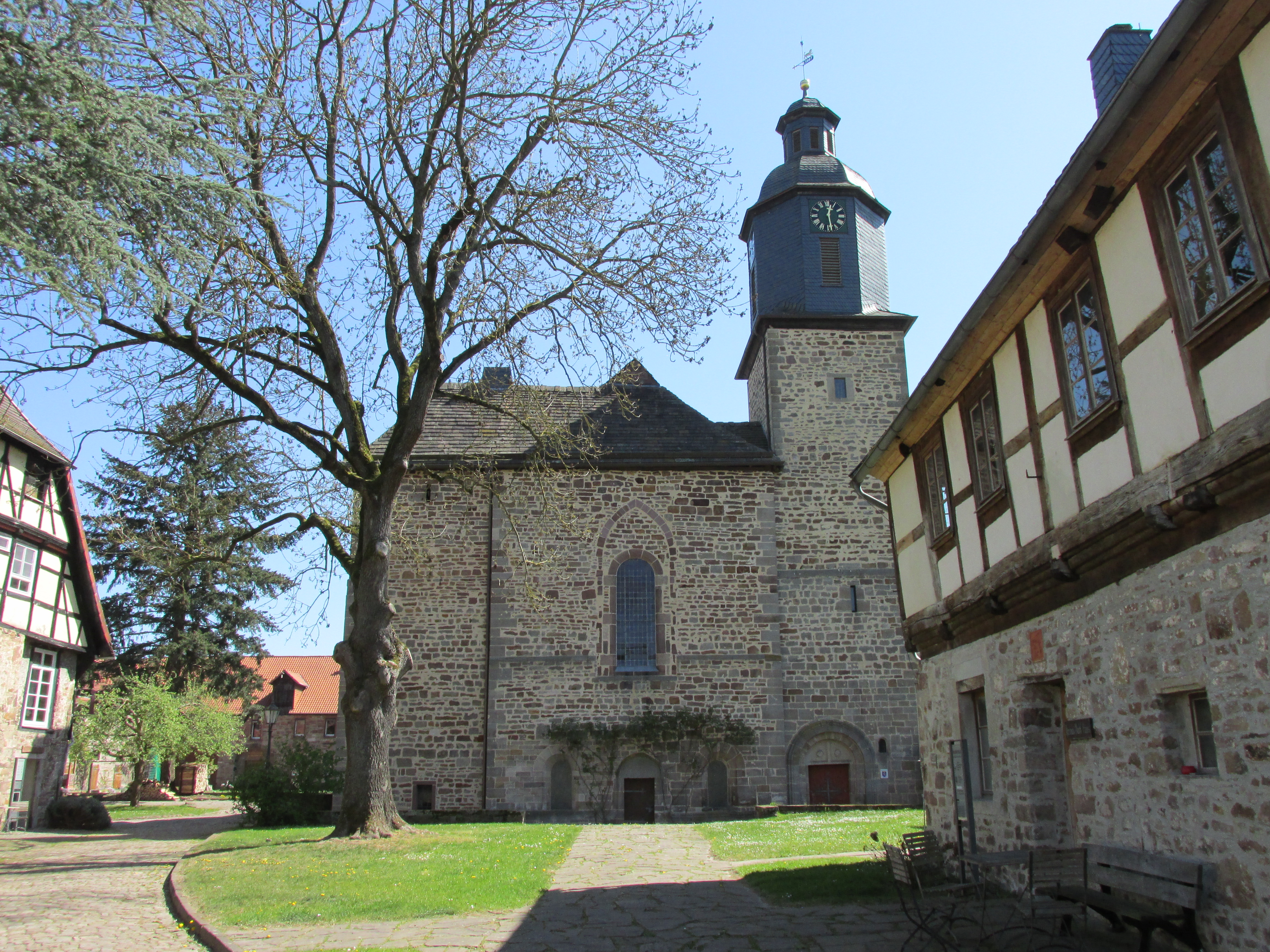
Klosteranlage von Westen

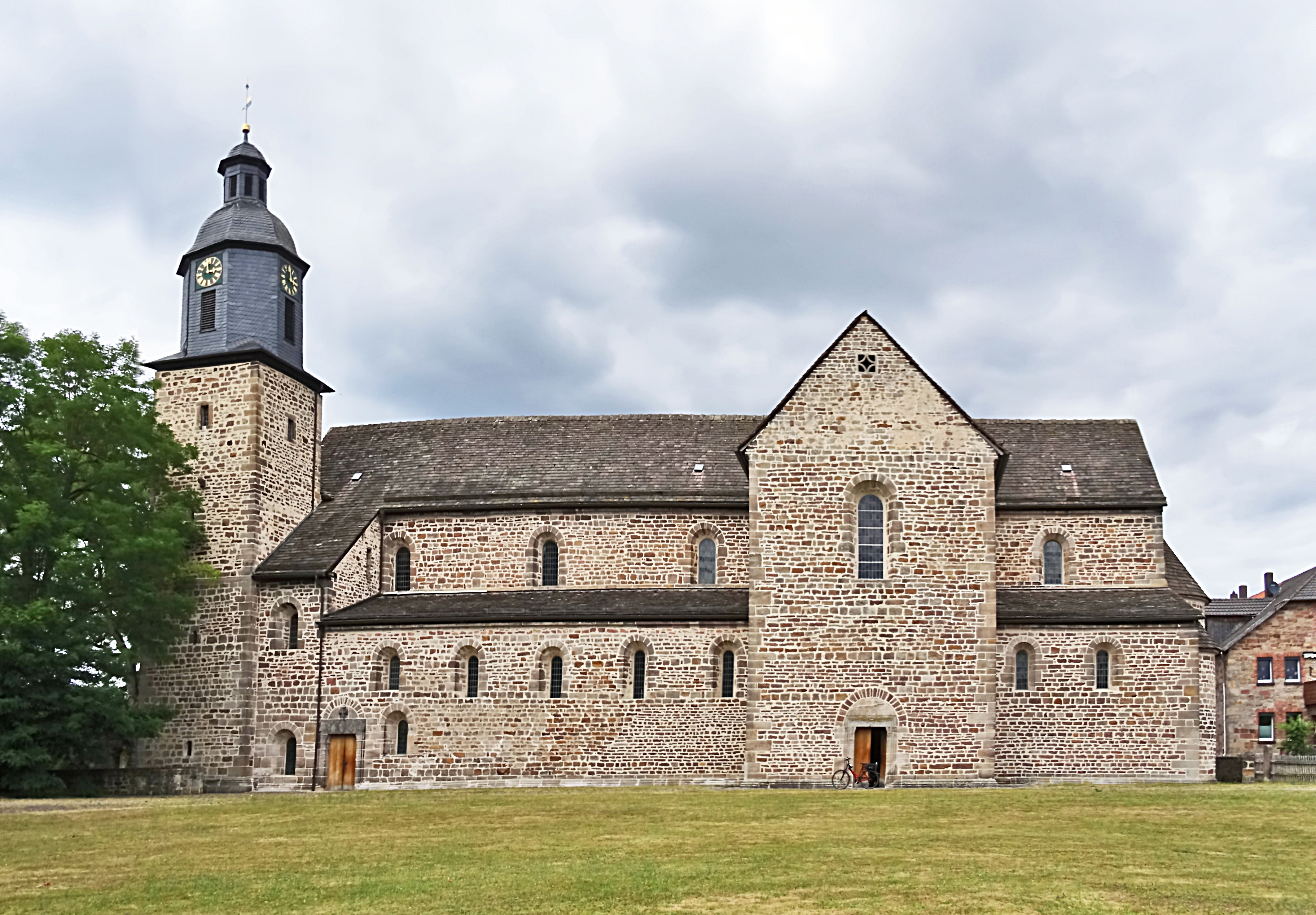
Klosterkirche von Süden

Das Kloster Lippoldsberg (auch Lipsberg) ist ein ehemaliges Kloster der Benediktinerinnen, das den Ursprung des Ortes Lippoldsberg an der Weser im nördlichen Hessen bildete.

## Geschichte

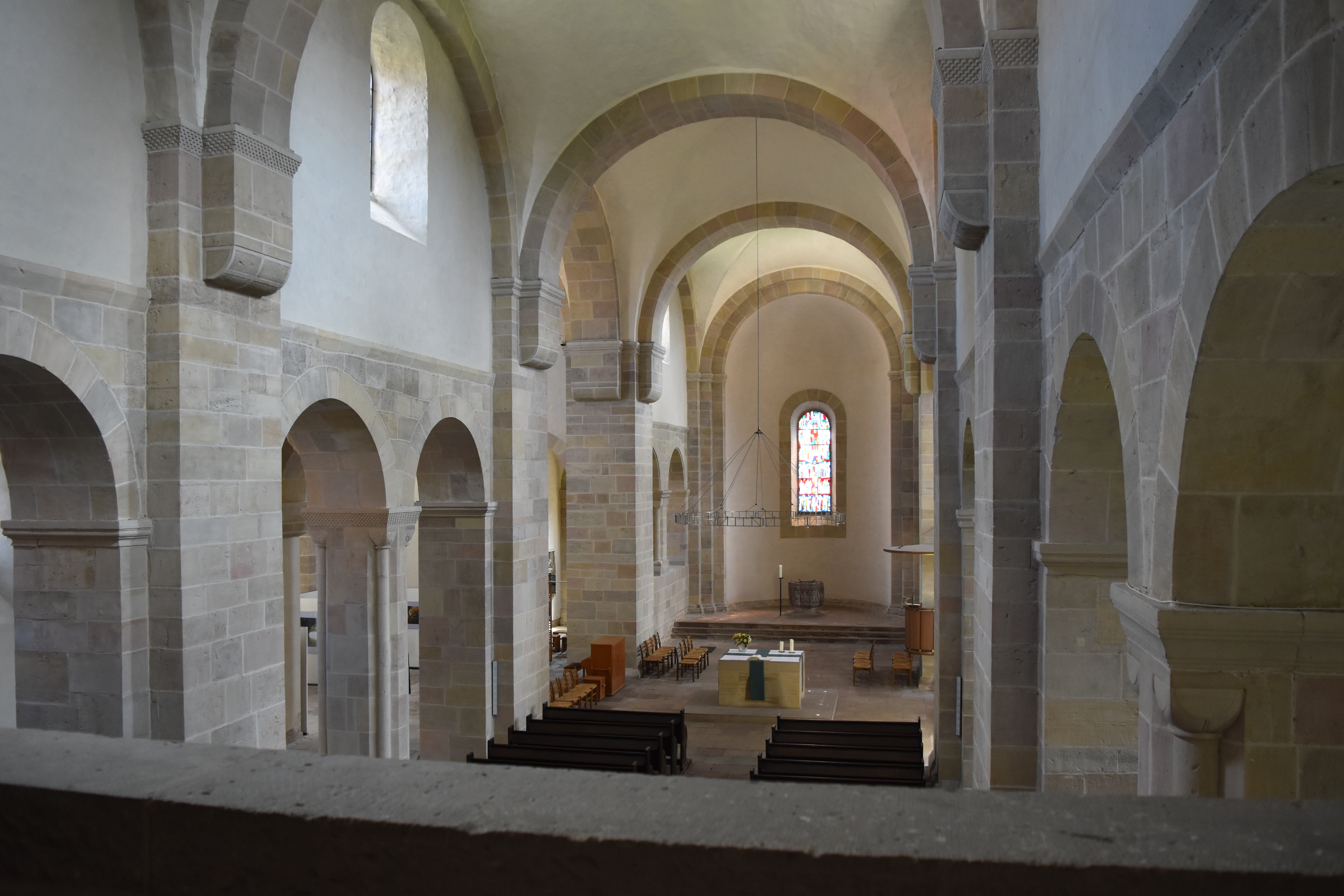
Blick von der Nonnenempore nach Osten

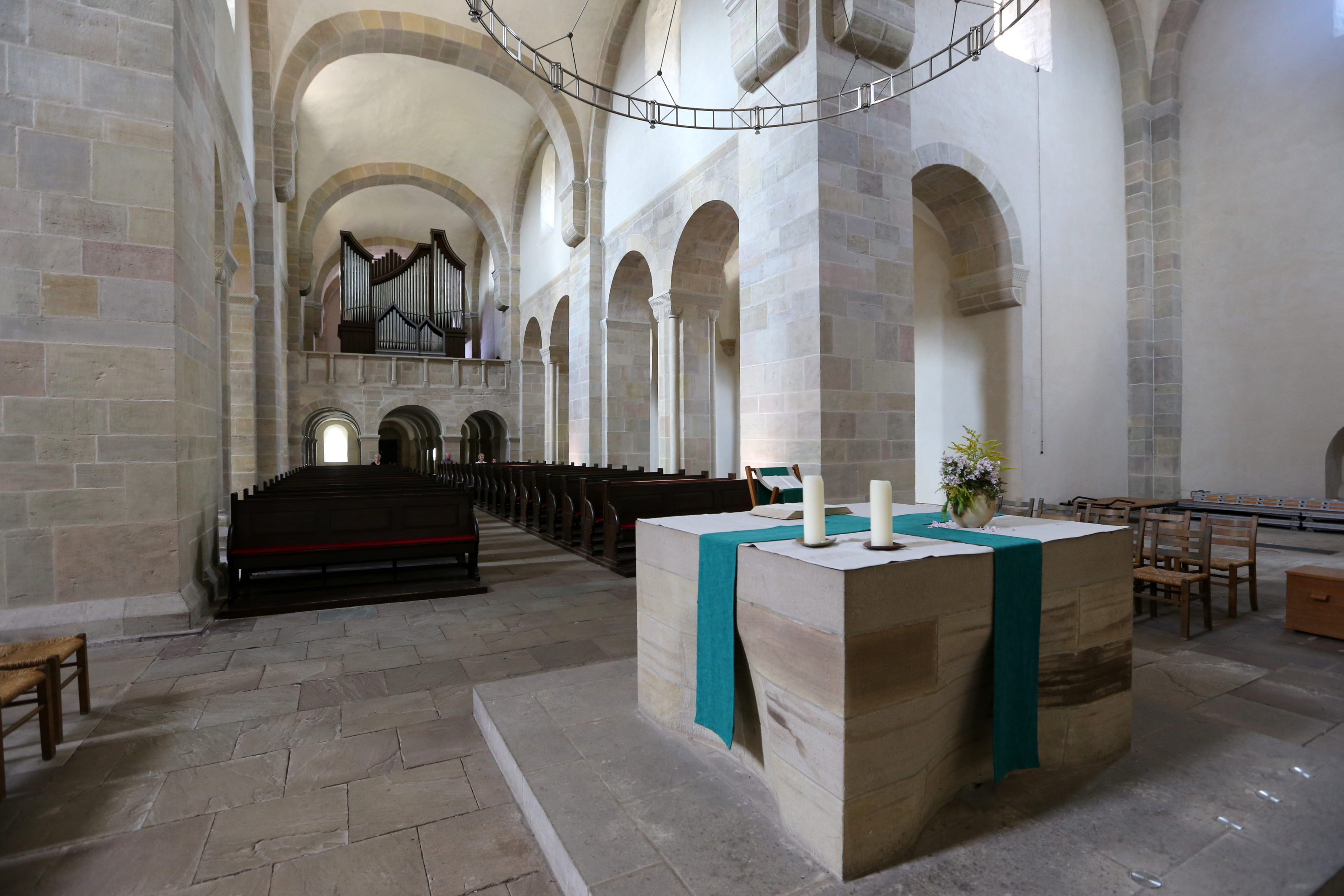
Blick aus dem Chorquadrum nach Westen

Zwischen 1051 und 1059 kam Erzbischof Lippold von Mainz in das heutige Lippoldsberg und veranlasste den Bau einer ersten hölzernen Kirche. Anlass war vermutlich die günstige Lage: Lippoldsberg lag an einer der wenigen Furten an der Oberweser und am Weg vom Rhein über Geismar nach Thüringen. Das Gelände erwarb er von der Abtei Corvey.
Lippolds Nachfolger Siegfried legte, als er 1078 für vier Jahre während des Investiturstreits in die Gefangenschaft Kaiser Heinrichs IV. geriet, ein Gelübde ab, in Lippoldsberg eine steinerne, dem heiligen Georg gewidmete Kirche zu errichten. Die Kirche wurde reich ausgestattet: Ihr wurden die Mainzer Eigenkirche von Oedelsheim sowie die Geistlichen von fünf um Lippoldsberg liegenden Ortschaften (darunter Bodenfelde) unterstellt. Im Jahr 1086 gründete Erzbischof Ruthard dort das Frauenkloster oder Frauenstift, und bis etwa 1093 erfolgt der Bau von Klosteranlagen. Das Vogteirecht für das Kloster sollte bei den Grafen von Northeim liegen.
Die erste eigentliche Urkunde des Klosters, die Eidesurkunde der Nonnen, ist auf 1099–1101 zu datieren. Darin verpflichteten sich 25 Nonnen, nach dem Vorbild des Klosters St. Agnes in Schaffhausen den Regelungen der Hirsauer Reform als Benediktinerinnen zu folgen. Dieser bekannt gewordene Nonneneid wurde von insgesamt 117 führenden Bischöfen, Äbten und weltlichen Fürsten unterzeichnet.
1137 wählte der Konvent den Augustinerchorherren Gunther zum Propst, der zwar widerstrebte, aber vom Papst selbst bestätigt wurde. Er baute relativ bald eine neue Kirche, die bereits 1151 geweiht werden sollte. Sie ist der erste durchgewölbte Kirchenbau der Region, begonnen zusammen mit dem allerdings erst 1181 vollendeten Wormser Dom (s. u.). Im Jahr 1151 erschien auch das von der Äbtissin Margarethe in Auftrag gegebene „Chronikon“, welches über die ersten 100 Jahre der Klostergeschichte berichten soll.
Da ein Großteil der Beschäftigung der Nonnen in dem Kopieren von Büchern und sonstigen Schriftstücken bestand, wuchs die Bibliothek des Klosters schon bis zur Erstellung des Chronikon auf die für damalige Verhältnisse große Zahl von 61 Bänden an. Die im Chronikon überlieferte Bestandsliste bietet wesentliche Einblicke in die Geisteswelt des 12. Jahrhunderts.
Das Kloster florierte trotz einiger Rückschläge in den folgenden Jahrhunderten, so dass man bald die Errichtung einer Schutzburg, der Vorläuferin der späteren Sababurg finanzieren konnte.
Im Jahre 1526 führte Landgraf Philipp I. die Reformation in der Landgrafschaft Hessen ein. Wie an vielen anderen Orten blieb das Kloster zunächst weiter bestehen. Erst im März 1538 wurde in einem Vergleich zwischen dem Landgrafen und dem Herzog von Braunschweig die Schließung des Klosters und die Aufteilung des Besitzes festgelegt. Die Landgüter des Klosters fielen an die Herzöge von Braunschweig, das Kloster und das Dorf verblieben im Besitz der hessischen Landgrafen. In den 1540er Jahren erfolgte ein Aufnahmestopp für Novizinnen, so dass das allmähliche Aussterben des Klosters vorbestimmt war. 1562 schenkte Landgraf Ludwig IV. von Hessen-Marburg das Klostergut samt zwei Meierhöfen seinem Statthalter und Berater Burkhard VI. von Cramm, in dessen Familie es mehrere Generationen verblieb. 1563 wurde der Klosterbesitz inventarisiert. Im Jahre 1564 wurde der erste protestantische Pfarrer in sein Amt als Pfarrer von Lippoldsberg eingeführt. Er teilte sich mit dem Kloster die Kirche, bis die Nonnen mit der letzten Äbtissin Lutrudis von Boyneburg im Jahr 1569 ausstarben. Die Klosterkirche ging zur weiteren Nutzung vollständig an die evangelische Gemeinde über, und die Geschichte des eigentlichen Klosters endete.
Die Klosteranlage machte in der Folgezeit weitere Wirren durch. Im Jahr 1644 wurde im Laufe des Dreißigjährigen Krieges der Turm der Kirche, auf den sich die Bevölkerung geflüchtet hatte, beschossen, bis er Feuer fing. Die Kirche nahm allerdings wenig Schaden, und der Turm wurde bis 1667 erneuert. Um das Jahr 1713 wurde der ungenutzte Westflügel des Klosters vom Landgrafen Karl von Hessen-Kassel zu einem Jagdschloss umgebaut. Im Jahr 1722 erhielt der Kirchturm die heutige barocke Haube.
Nach dem Ersten Weltkrieg wurde das sogenannte Jagdschloss im Westflügel des Klosters von dem völkischen Schriftsteller Hans Grimm erworben. In dieser Anlage wurden in den 1960er Jahren Mosaikreste und Säulen gefunden, die auf die ursprüngliche Anordnung des Kreuzganges schließen lassen.

## Klosterkirche

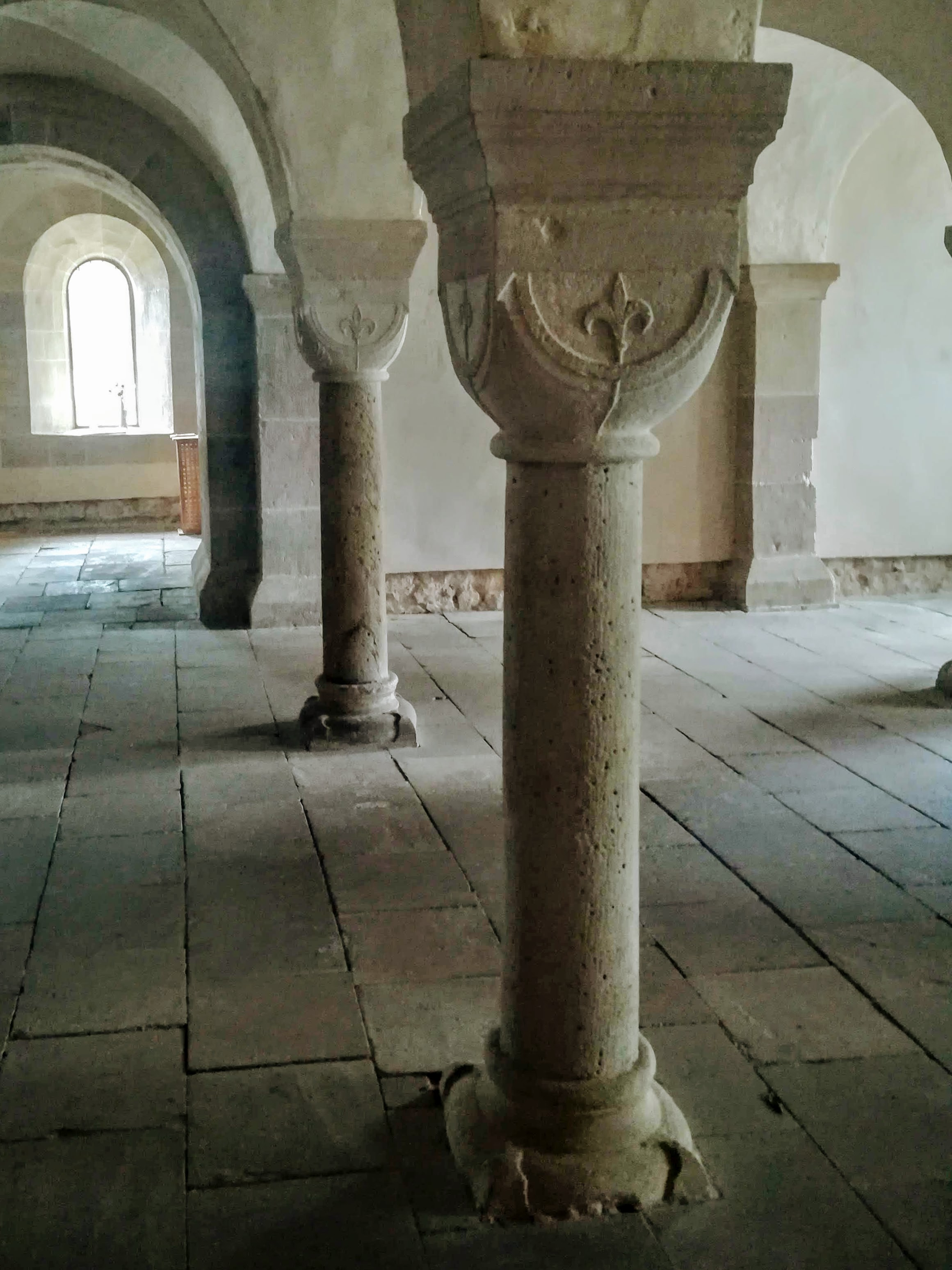
Scheibenwürfelkapitelle mit Liliensymbol

Die Klosterkirche ist eine romanische Basilika mit dreiteiliger Choranlage mit Apsidenschluss, ausladendem Querhaus, dreischiffigem Langhaus und ehemals zweitürmiger Westfassade, deren nördlicher Turmaufsatz nach Zerstörung im Dreißigjährigen Krieg nicht wiedererrichtet wurde. Der heute steinsichtige Außenbau wird von der klaren kubischen Gestaltung der Baukörperform ohne jegliche Artikulation durch Gesimse oder Lisenen bestimmt, und auch die Portale sind durch ihre reine Rahmenform ohne Relief bestimmt. Der Kirchenraum ist, wie der wie der Speyerer Dom (seit dessen Ausbau von 1080–1106), im gebundenen System über rechteckige Wandvorlagen mit Viertelkreisabkragungen und Gurtbögen kreuzgratgewölbt, die Seitenschiffsarkaden werden von Zwischenpfeilern getragen, deren abgefaste Kanten durch Ecksäulen mit Würfelkapitellen betont sind. Die Gewölbe haben rundbogige Gurt- und Schildbögen, aber die Grate verlaufen in Vierung und Querhaus schon etwas spitzbogig, gehören zu den frühesten Spitzbogengewölbe in Deutschland, sind aber wohl jünger als die ersten ebenfalls spitzbogigen Bandrippengewölbe des Wormser Doms.
Das Westjoch des dreijochigen Mittelschiffs nimmt die Nonnenempore über einer dreischiffig gewölbten Eingangshalle ein. Die Würfelkapitelle der tragenden Säulen sind teilweise mit Liliensymbolen geschmückt. Das in der Lippoldsberger Klosterkirche verwirklichte Formensystem fand Nachfolge in weiteren Klosterkirchen im Weserraum und sogar im Lübecker Dom.

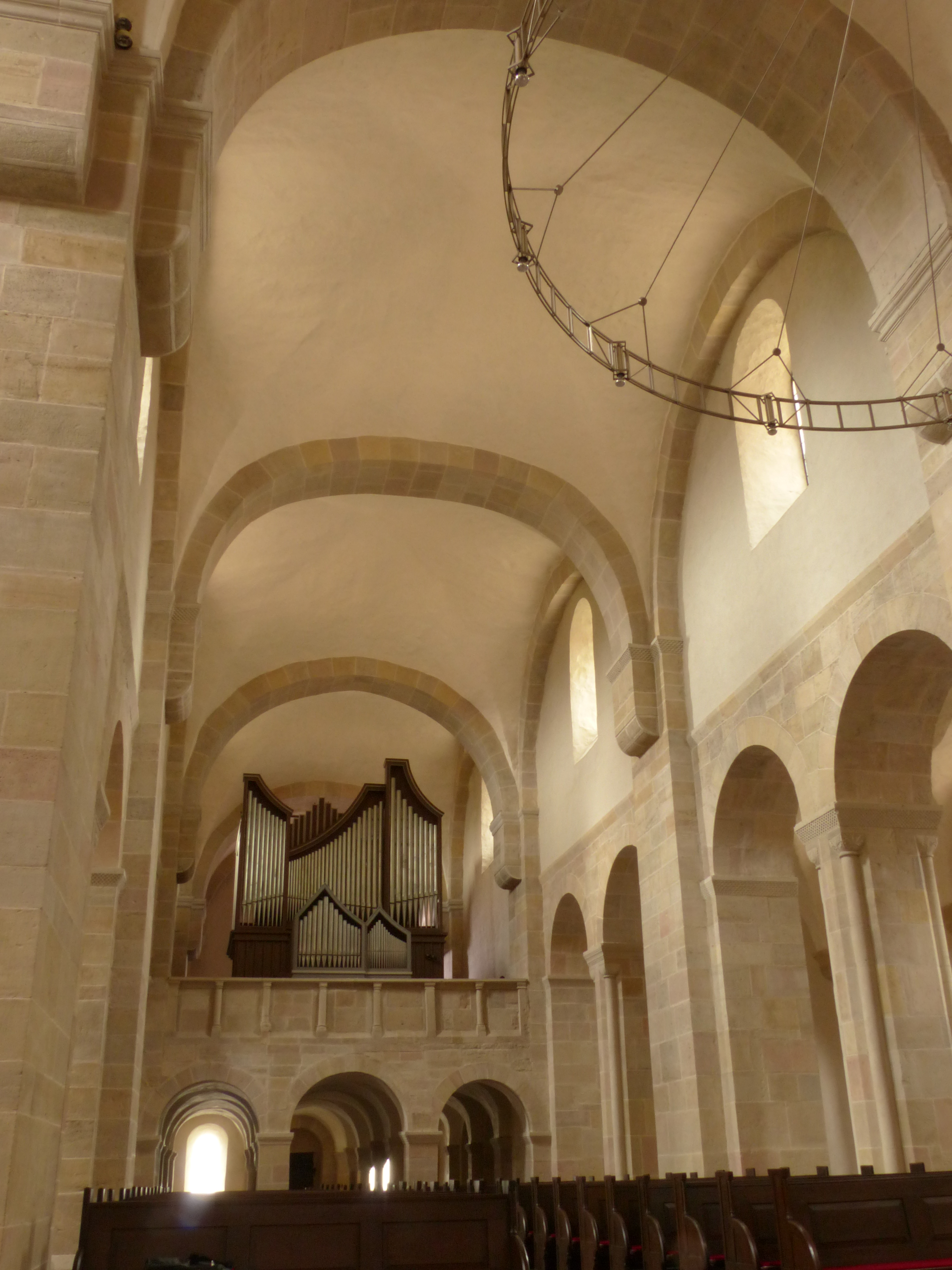
Mittelschiff nach Westen, Nonnenempore
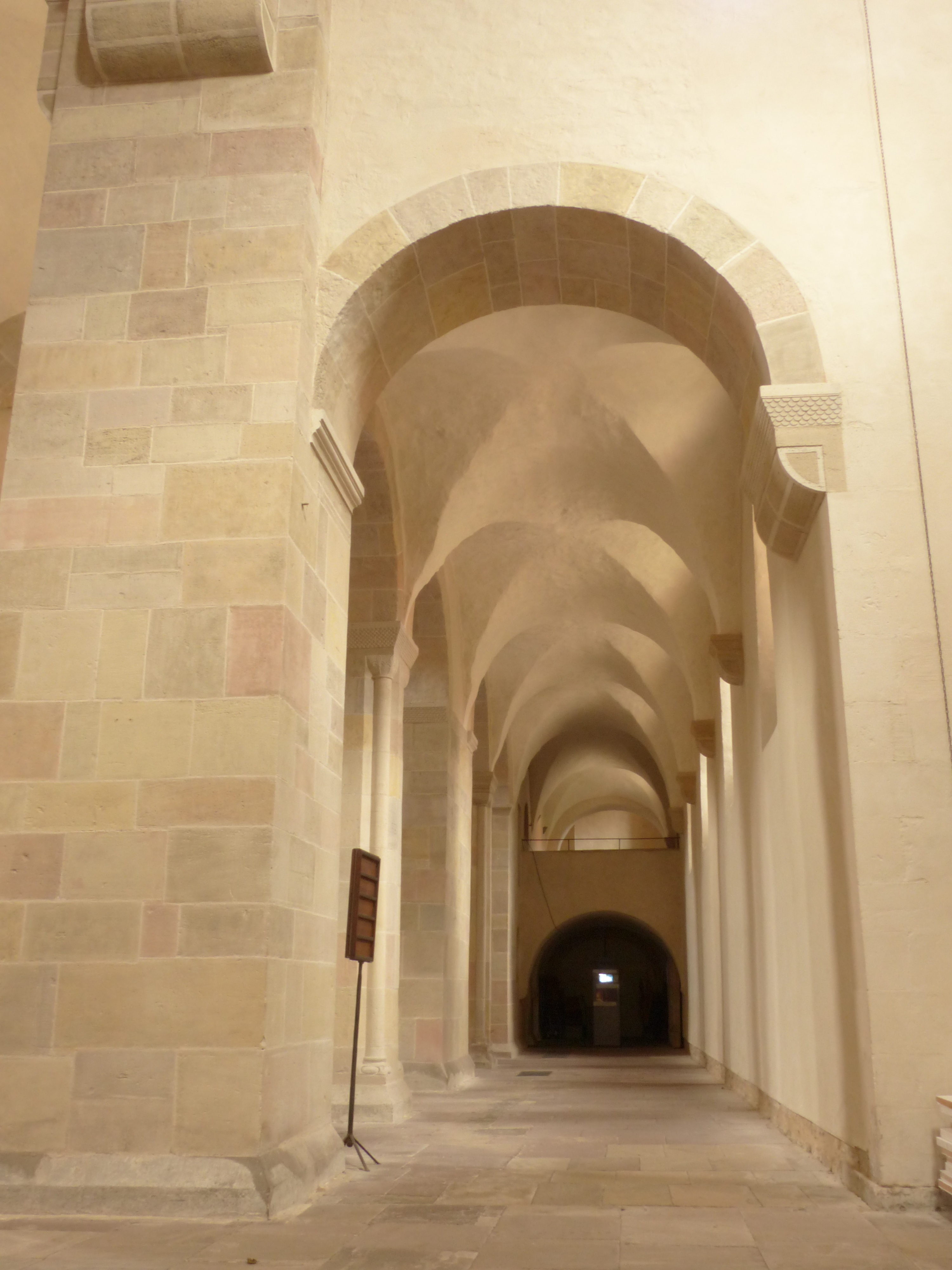
Nordseitenschiff n. Westen
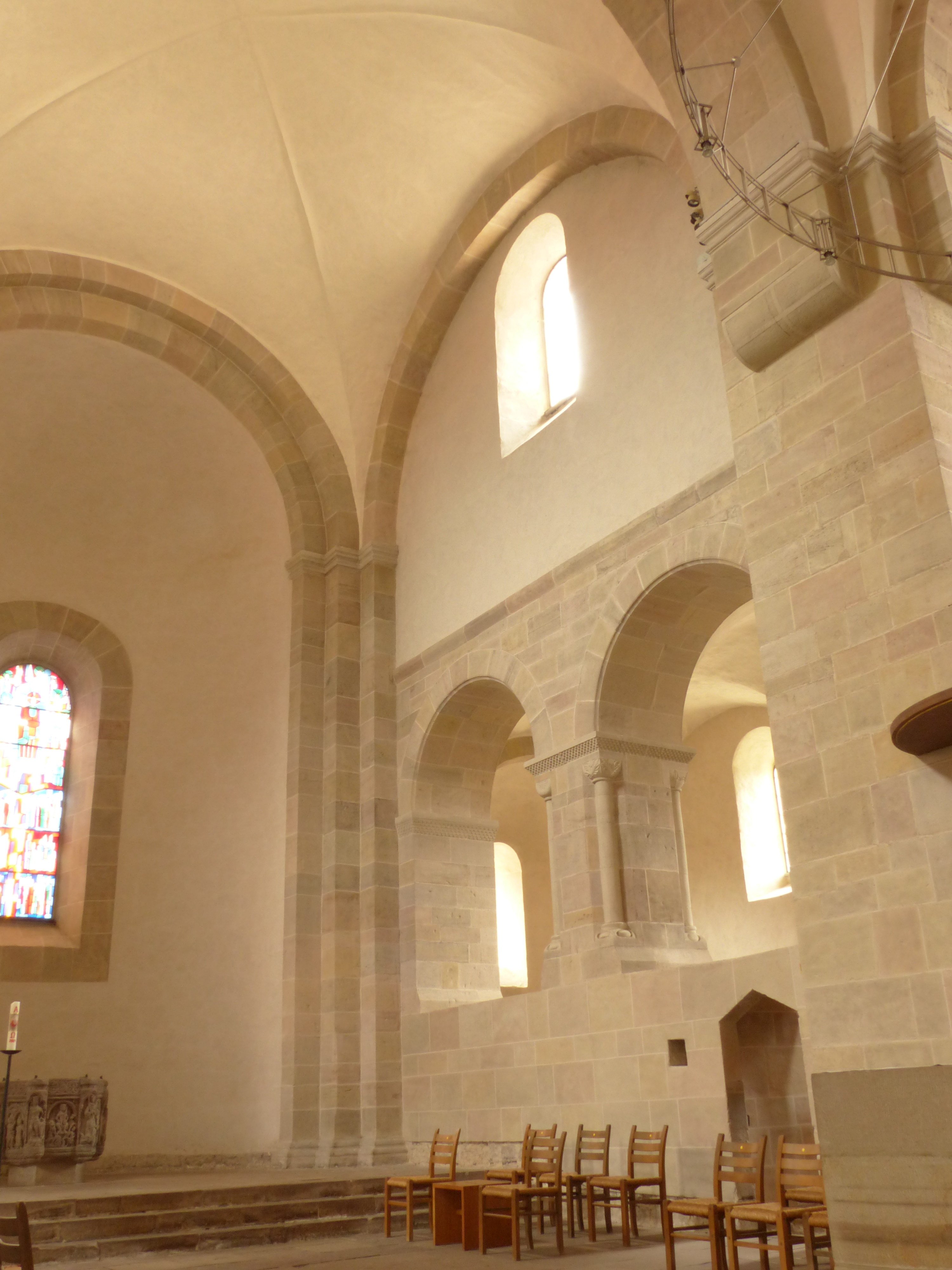
Chorquadrum und rechte Nebenkapelle
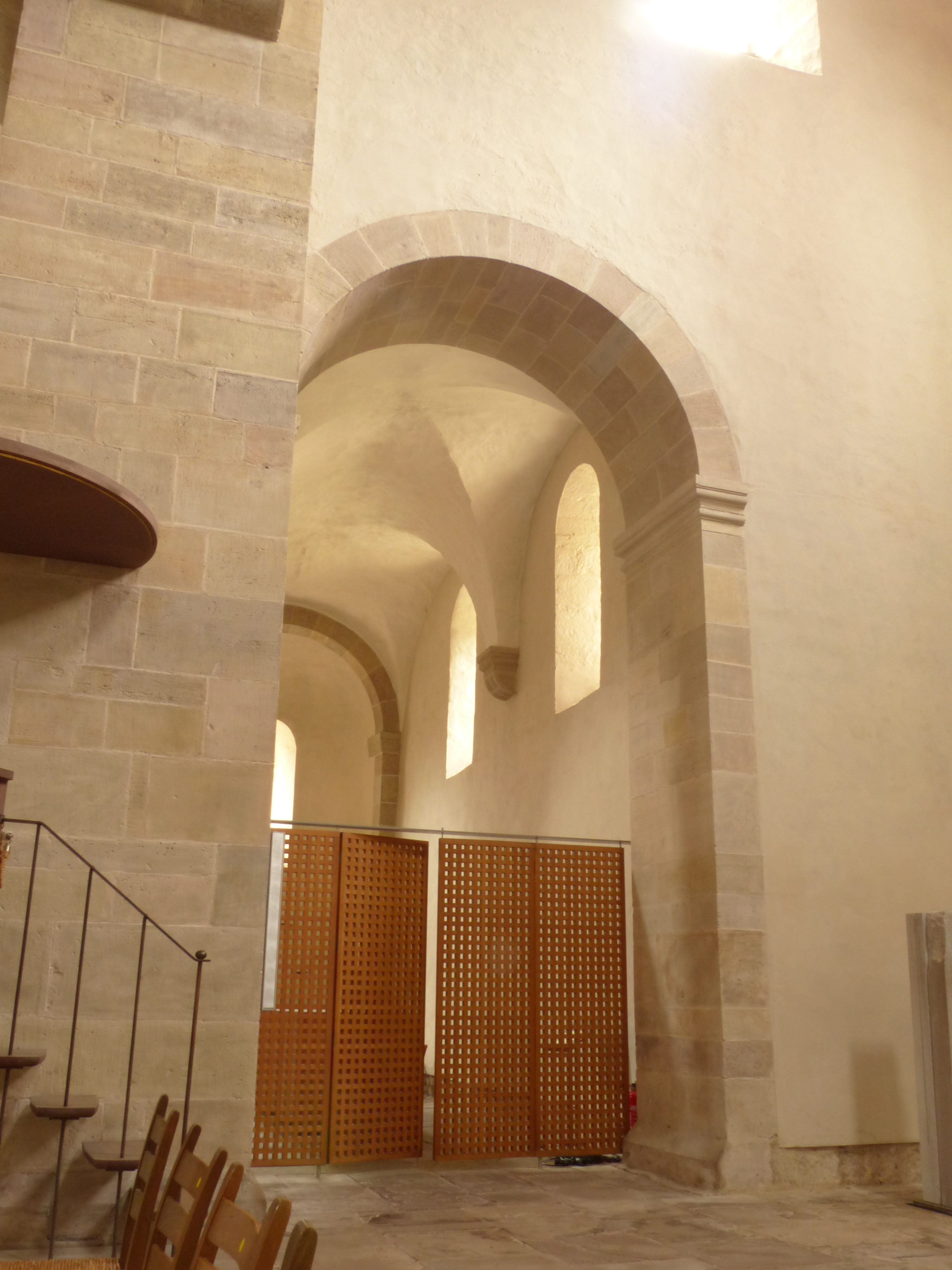
Rechte Nebenkapelle
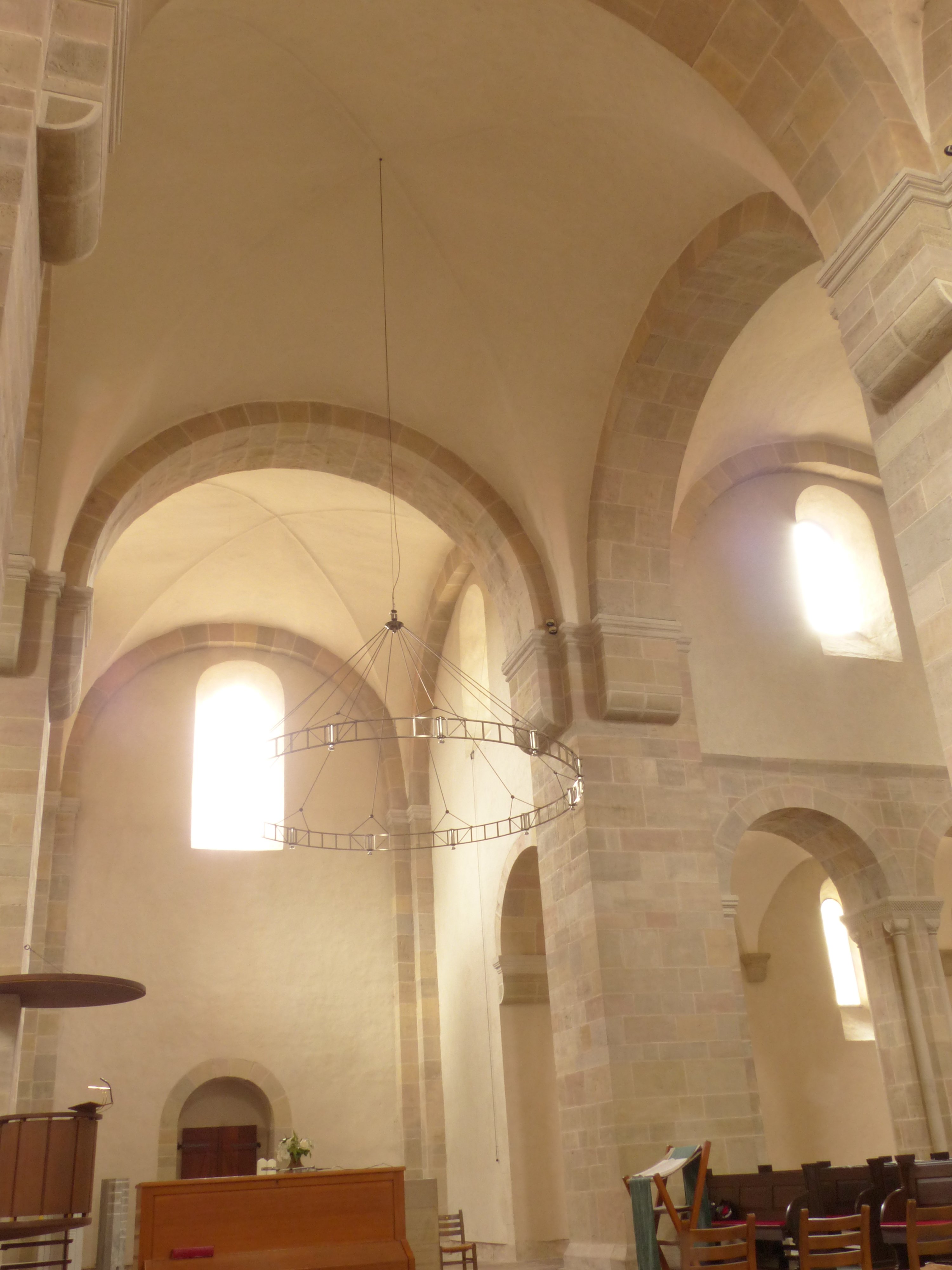
Vierung und Südquerhaus

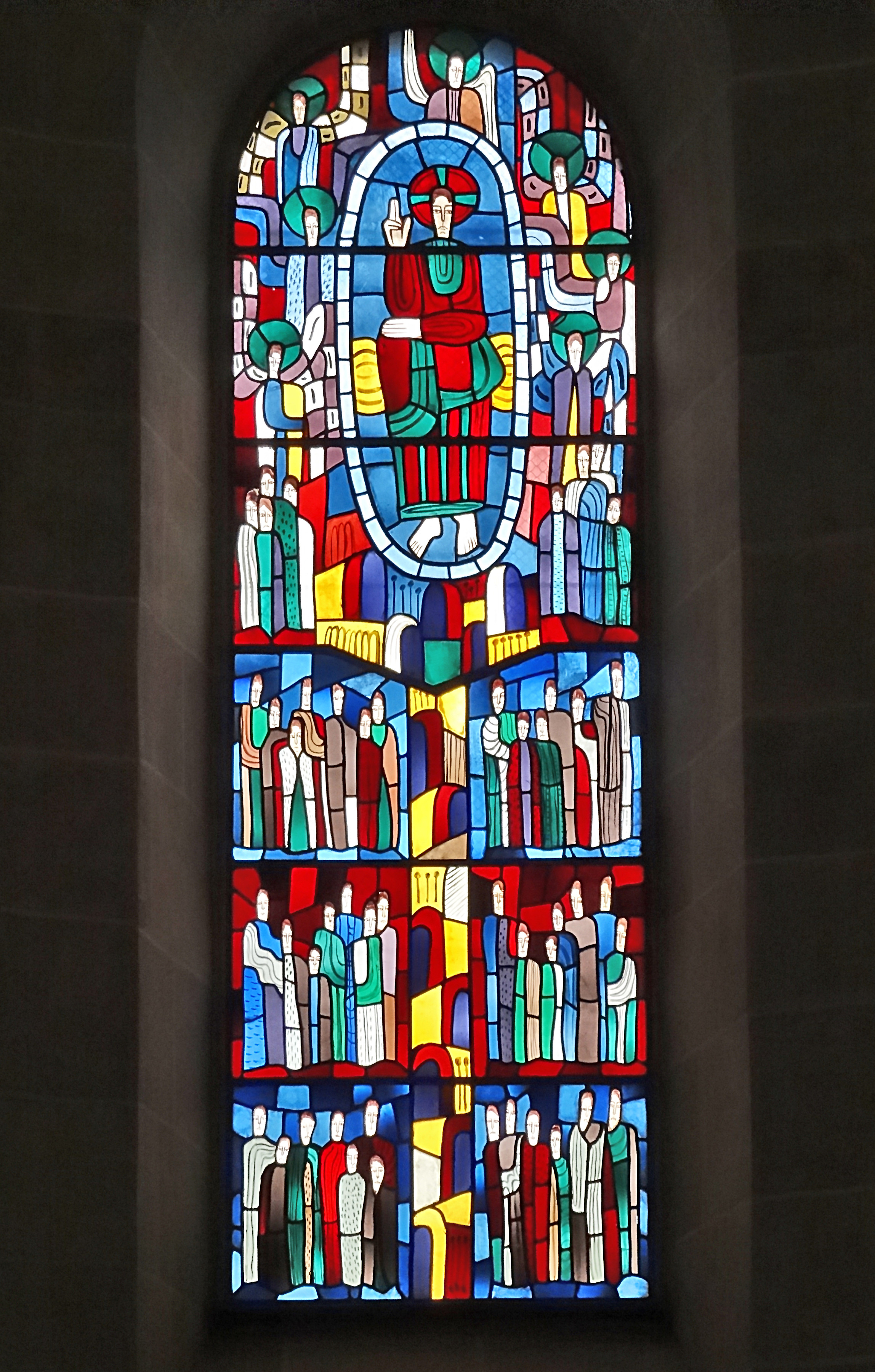
Apsisfenster

Zur mittelalterlichen Ausstattung der Klosterkirche hatte ein Lettner am Choreingang gehört, den der Kasseler Baumeister Daniel Engelhard 1822 zur Aufstellung eines Kanzelaltares beseitigte, dessen Fundament aber 1925 archäologisch nachgewiesen werden konnte.
Im Vorfeld seiner Restaurierung der Lippoldsberger Klosterkirche konnte Carl Schäfer 1868 verschiedene historische Ausmalungsschichten nachweisen. Unter einer 1694 datierten „hellpfirsichfarbenen“ Malschicht mit blauen Gesimsen und Fenstereinfassungen sowie einer im Querhausbereich gefundenen spätgotischen Ornamentmalerei entdeckte Schäfer die noch weitgehend erhaltene romanische, die architektonische Gliederung artikulierende Erstausmalung mit Ornamentfriesen, Säulenarkaden der Fenster, rippenartigen Betonungen der Gewölbegrate und einer figürlichen Ausmalung der Apsis. Die von Schäfer nachfolgend wiederherstellte Gesamtausmalung des Kirchenraums wurde bei der Entrestaurierung der Kirche 1956 als vermeintlich historistische Neuausmalung zugunsten der heutigen Steinsichtigkeit beseitigt. Im Zuge der Neugestaltung erhielt die Kirche ein neues Apsisfenster nach Entwürfen der Kasseler Künstlerin Christiane Wollenhaupt-Brenner (1935–2006), das Szenen aus der Apokalypse zeigt.

### Taufstein
Im Zuge der Schäferschen Restaurierung wurde der zwischen 1230 und 1240 geschaffene, reich mit szenischen Darstellungen und Figuren verzierte spätromanische Taufstein, der wohl im Laufe der Bilderstürmerei zur Zeit des Landgrafen Moritz aus der Kirche entfernt und im Kirchhof als Traufe oder Tränke eingegraben worden war, wieder im Kirchenraum aufgestellt. Aus den Resten des ehemaligen Lettners schuf Schäfer eine (nicht erhaltene) Kanzel.

### Orgel
Im Zuge der Restaurierung der Klosterkirche durch Carl Schäfer erhielt sie 1878 eine neue Orgel aus der Werkstatt der Gebrüder Euler in Gottsbüren, die bei der erneuten Wiederherstellung im Jahr 1959 durch Friedrich Euler (Hofgeismar) in einem modernen asymmetrischen Prospekt umgebaut und dabei um ein drittes Manual erweitert wurde. Das Instrument hat seither die folgende Disposition:
| II Hauptwerk C–f3 |                |        |
| 1.                | Gedacktpommer  | 16′    |
| 2.                | Principal      | 8′     |
| 3.                | Spitzflöte     | 8′     |
| 4.                | Gedackt        | 8′     |
| 5.                | Oktave         | 4′     |
| 6.                | Gedacktflöte   | 4′     |
| 7.                | Quinte         | 2 ⁄3′  |
| 8.                | Flageolett     | 2′     |
| 9.                | Terz           | 1 3⁄5′ |
| 10.               | Rauschwerk III | 2′     |
| 11.               | Mixtur IV      |        |
| 12.               | Schalmeioboe   | 8′     |

| III Schwellwerk C–f3 |                   |       |
| 13                   | Singend Principal | 8′    |
| 14.                  | Lieblich Gedackt  | 8′    |
| 15.                  | Holzprincipal     | 4′    |
| 16.                  | Gemshorn          | 4′    |
| 17.                  | Oktave            | 2′    |
| 18.                  | Quinte            | 2 ⁄3′ |
| 19.                  | Flageolett        | 2′    |
| 20.                  | Nasard            | 1 ⁄3′ |
| 21.                  | Scharff IV        | 1′    |
| 22.                  | Trompete          | 8′    |
|                      | Tremulant         |       |

| I Rückpositiv C–f3 |              |      |
| 23.                | Gedackt      | 8′   |
| 24.                | Nachthorn    | 4′   |
| 25.                | Quintade     | 4′   |
| 26.                | Prinzipal    | 2′   |
| 27.                | Blockflöte   | 1′   |
| 28.                | Gedacktflöte | 4′   |
| 29.                | Zimbel III   | 1⁄4′ |
|                    | Tremulant    |      |

| Pedal C–d1 |                 |     |
| 30.        | Prinzipalbass   | 16′ |
| 31.        | Subbass         | 16′ |
| 32.        | Oktavbass       | 8′  |
| 33.        | Gedacktbass     | 8′  |
| 34.        | Oktavbass       | 4′  |
| 35.        | Rauschpfeife IV |     |
| 36.        | Posaune         | 16′ |
| 37.        | Klarine         | 4′  |

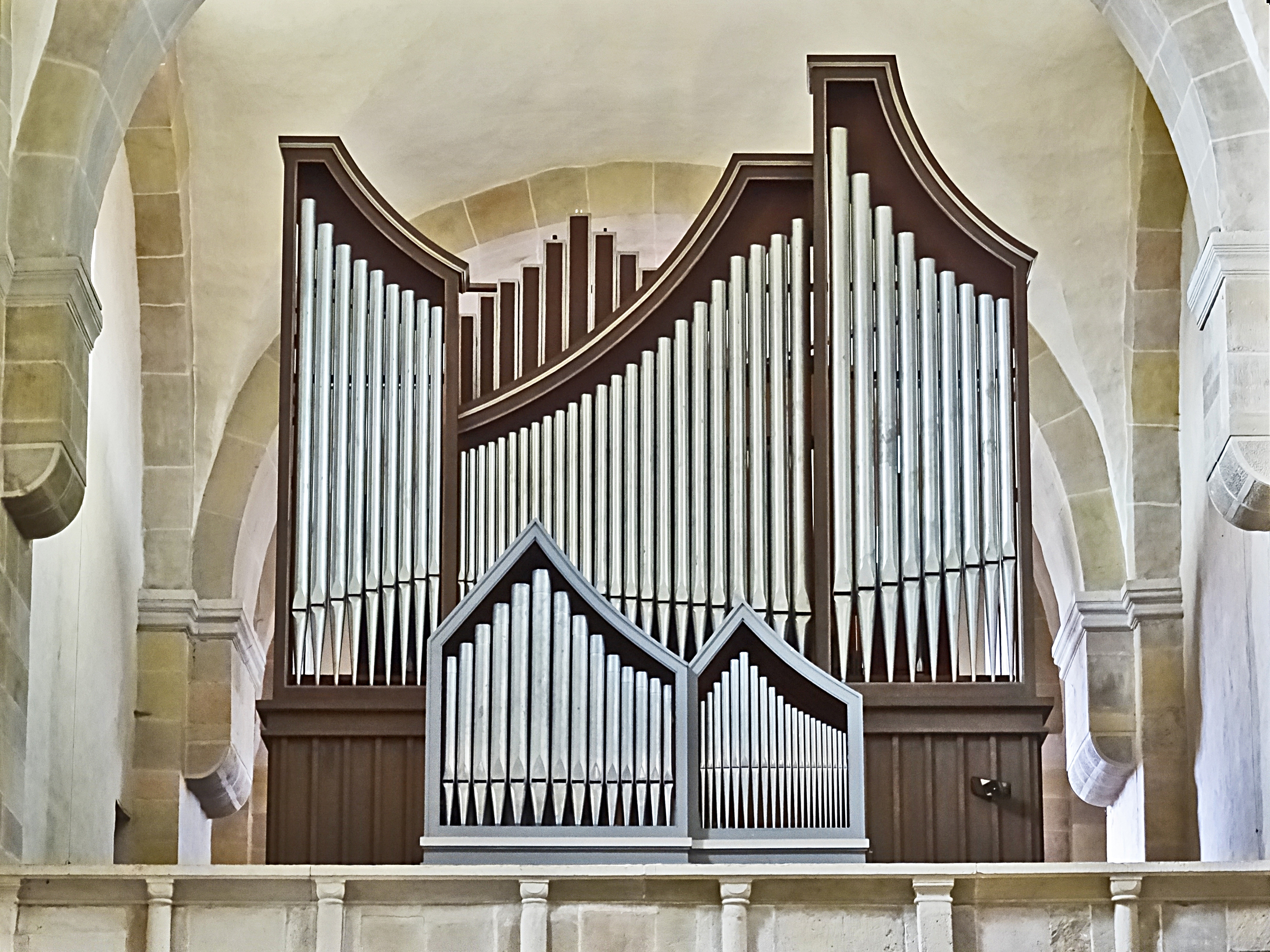
Die Lippoldsberger Orgel

- Koppeln: III/II, I/II, III/P, III/P, I/P

Die Klosterkirche verfügt außerdem über eine 1964 von Paul Ott aus Göttingen geschaffene Chororgel:
| Manual C–d3 |               |    |
| 1.          | Gedackt       | 8′ |
| 2.          | Rohrflöte     | 4′ |
| 3.          | Prinzipal     | 2′ |
| 4.          | Mixtur II–III |    |

- Baß- und Diskantteilung für alle Register

## Chroniken
Die Geschichtsschreibung des Klosters Lippoldsberg beruht vor allem auf drei wesentlichen Aufzeichnungen:
- dem Lippoldsberger „Chronikon“, welches im Jahr 1151 die Frühzeit des Klosters berichtet und vollständig erhalten ist ;
- der bis 1437 zurückreichenden „Itterschen Turmknaufchronik“, welche Amtsvogt Conrad Itter 1722 verfasste und die durch ihre Verwahrung im namengebenden Turmknauf der Klosterkirche die Jahrhunderte überstand ;
- der Chronik, die im Jahr 1913 Pfarrer Carl Emil Stock vor allem aus den Pfarrarchiven als Versuch erstellte, die Lücke von 1722 bis 1913 zu schließen.